# パフォス地区
座標: 北緯34度50分 東経32度35分 / 北緯34.833度 東経32.583度
パフォス地区（英語: Paphos District、ギリシア語: Επαρχία Πάφου、トルコ語: Baf kazası）はキプロス西部の地区で、中心都市はパフォスである。全域を南キプロス(ギリシャ)が統治する。面積は1,396km²で、キプロス島の15.1%を占める。2011年の人口は約8.8万人だった。

## 地理
海岸には湾や入江、岬、海岸、小島等多様な地形が見られる。地形は
- 海岸平野地区：標高200m以下
- 丘陵地区：海岸平野地区と山岳地区の間に有り、森が広がる
- 山岳地区

の3つに分かれる。北西部のアカマス半島には自然公園が有り、青海亀の繁殖が保護されている。